# Lobulul paracentral

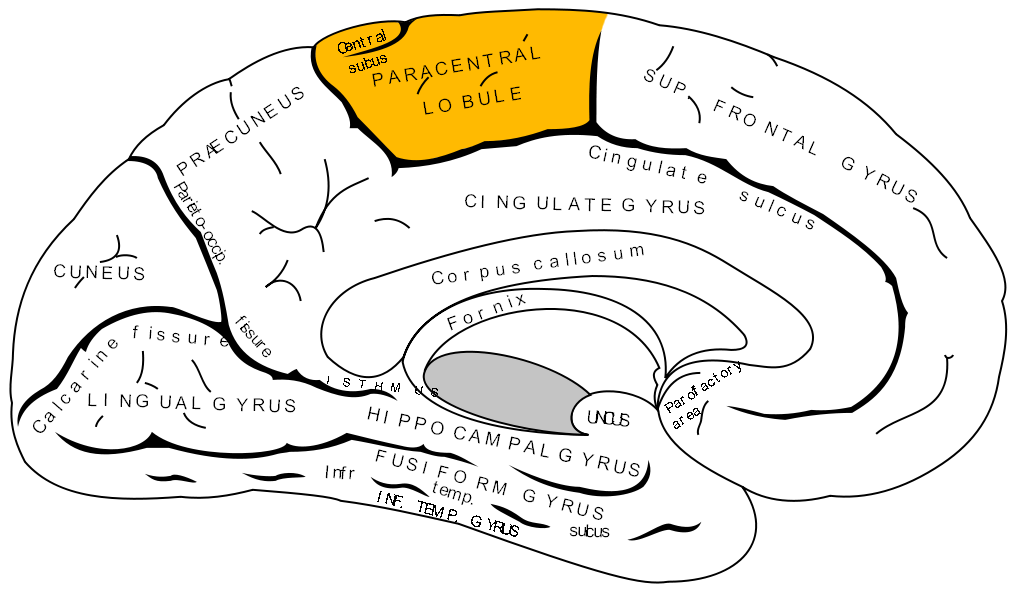
Faţa medială a emisferei cerebrale.

Lobulul paracentral (Lobulus paracentralis) sau lobulul ovalar, plica de trecere frontoparietală superioară Broca, plica rolandică superioară este o circumvoluție dreptunghiulară neregulată pe fața medială a emisferei cerebrale, aflată superior de șanțul cingular, și care înconjoară extremitatea superioară a șanțului central Rolando și este delimitată anterior de șanțul paracentral și posterior de ramura marginală a șanțului cingular; acest lobul este continuu cu girusul precentral al lobului frontal și girusul postcentral al lobului parietal și este format din girusul paracentral anterior (Gyrus paracentralis anterior) și girusul paracentral posterior (Gyrus paracentralis posterior). Lobulul paracentral este compus din cortexul senzorimotor, mai ales pentru membrul inferior și organele genitale.
Lobul paracentral reprezintă plica de trecere frontoparietală Broca (plica rolandică superioară) și are formă dreptunghiulară neregulată, și limitează în interiorul său extremitatea superioară a șanțului central Rolando. Acest lobul, este, în mod obișnuit, deprimat într-o fosetă în partea mijlocie și este mărginit anterior de către șanțul paracentral (preovalar), posterior de partea ascendentă a șanțului cingular (ramura marginală a șanțului cingular), inferior de șanțul cingular și superior de marginea superioară a emisferului. 
În mijlocul părții superioare a lobulului paracentral se află o crestătura ce reprezintă extremitatea terminală superioară a șanțului central Rolando, care împarte lobulul paracentral în 2 porțiuni: porțiunea anterioară - girusul paracentral anterior și porțiunea posterioară - girusul paracentral posterior. Girusul paracentral anterior, aflat pe lobul frontal, se continuă dincolo de marginea superioară a emisferului cu girusul precentral al lobului frontal. Girusul paracentral posterior aflat pe lobul parietal se continuă dincolo de marginea superioară a emisferului cu girusul postcentral al lobului parietal. Prin urmare lobulul paracentral aparține atât lobului frontal, cât și lobului parietal.
În girusul paracentral anterior se află aria motorie primară (aria 4 Brodmann), iar în girusul paracentral posterior se află cortexul primar somatosenzitiv (aria 3, 1, 2 Brodmann)